# Paduraksa (Kikim Timur)
Paduraksa is een bestuurslaag in het regentschap Lahat van de provincie Zuid-Sumatra, Indonesië. Paduraksa telt 853 inwoners (volkstelling 2010).